# Nitrogods
Nitrogods est un groupe allemand de rock 'n' roll, originaire de Hanovre et Stuttgart. Il sort son premier album studio éponyme en 2012.

## Histoire
Nitrogods est formé par le guitariste Henny Wolter (ex-Primal Fear). Outre Wolter, Nitrogods est composé de Claus « Oimel » Larcher (basse, chant) et de Klaus Sperling (ancien batteur de Freedom Call, ex-Primal Fear). Pour leur premier album studio Nitrogods, ils font appel au chanteur de Nazareth Dan McCafferty et à l'ex-guitariste de Motörhead « Fast » Eddie Clarke en tant que musiciens invités. L'album sort sur le label Steamhammer, qui fait partie du label discographique SPV. Le deuxième album Rats and Rumours sort en 2014. 
Le 16 avril 2016, un single en vinyle limité à 450 exemplaires est sorti avec la chanson : Mayhem. L'album Roadkill BBQ suit le 26 mai 2017 dans le monde entier via Steamhammer / SPV,,. Le 21 juin 2019, le nouvel album Rebel Dayz sort sur Massacre Records.

## Discographie
- 2012 : Nitrogods
- 2014 : Rats and Rumours
- 2016 : Mayhem (single)
- 2017 : Roadkill BBQ (63e place des charts allemands[6])
- 2019 : Rebel Dayz (46e place des charts allemands[6])